# 리언 토머스 3세
리언 토머스 3세(Leon Thomas III, 1993년 8월 1일 ~ )는 미국의 배우 및 가수이다.

## 출연 작품
- 어거스트 러시